# Ledovec Argentière
Ledovec Argentière (francouzsky Glacier d'Argentière) je ledovec ve francouzských Alpách. Je to jeden z větších ledovců nacházejících se v masivu Mont Blancu. Leží nad vesnicí Argentière. Je orientován kolmo na údolí Chamonix a spadá do oblasti Auvergne-Rhône-Alpes.
Od začátku do údolí Chamonix je ledovec Argentière dlouhý devět kilometrů. Jako mnoho ledovců v regionu, i Argentière výrazně ustoupil. V letech 1870 až 1967 se ledovec zmenšil o 1000 metrů. V posledních letech ustoupil do polohy s čelem na strmém svahu.
Rychlý ústup ledovce je spojen s pokračující negativní hmotnostní bilancí. Pětiletá studie zahájená v roce 2004 ukázala, že ledovec ztratil v letech 2004 až 2009 ročně průměrně 1,5 m a že došlo k 10–11 m ztrátě průměrné tloušťky ledu z ledovce.

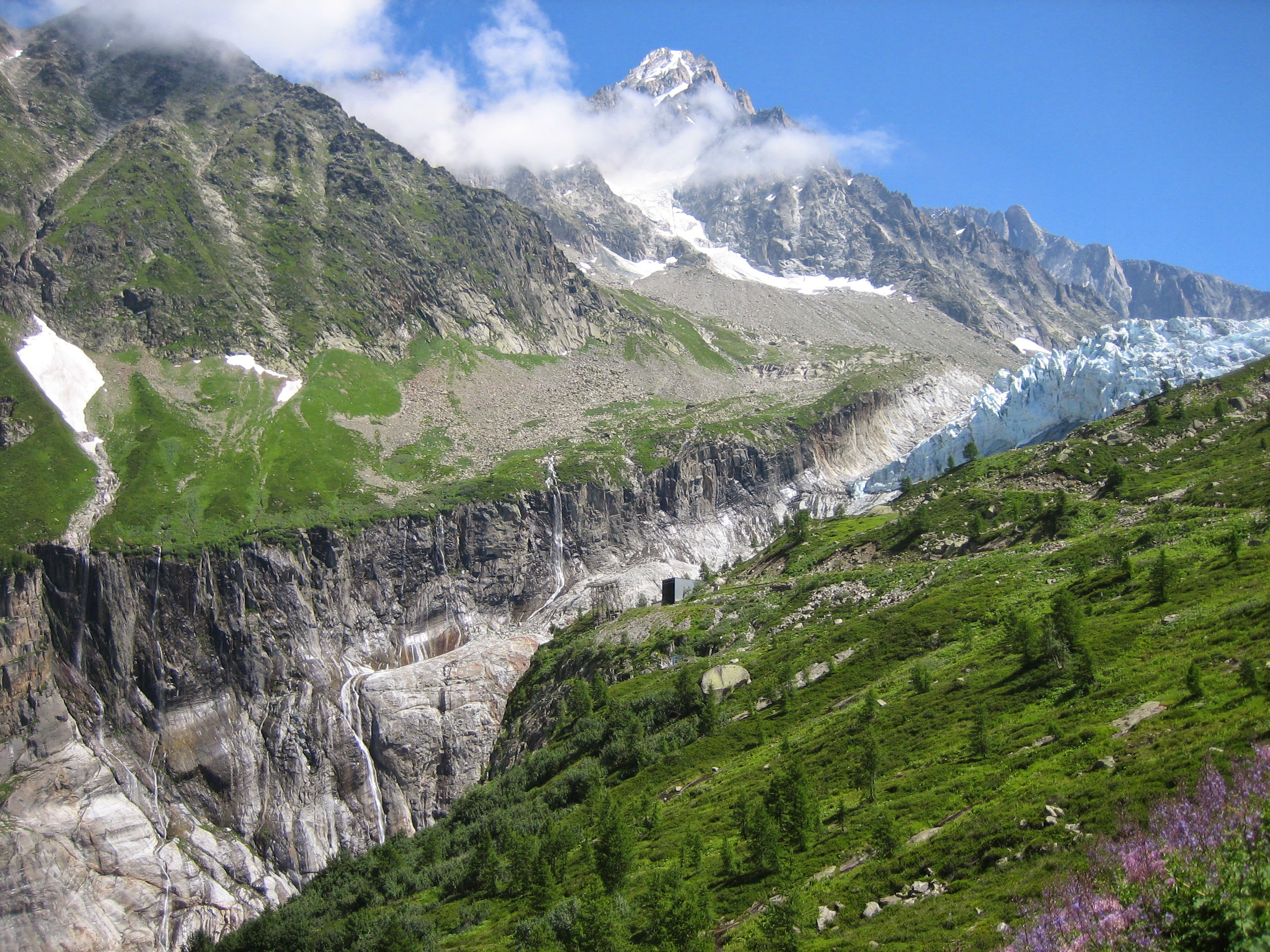
S okolní krajinou v létě
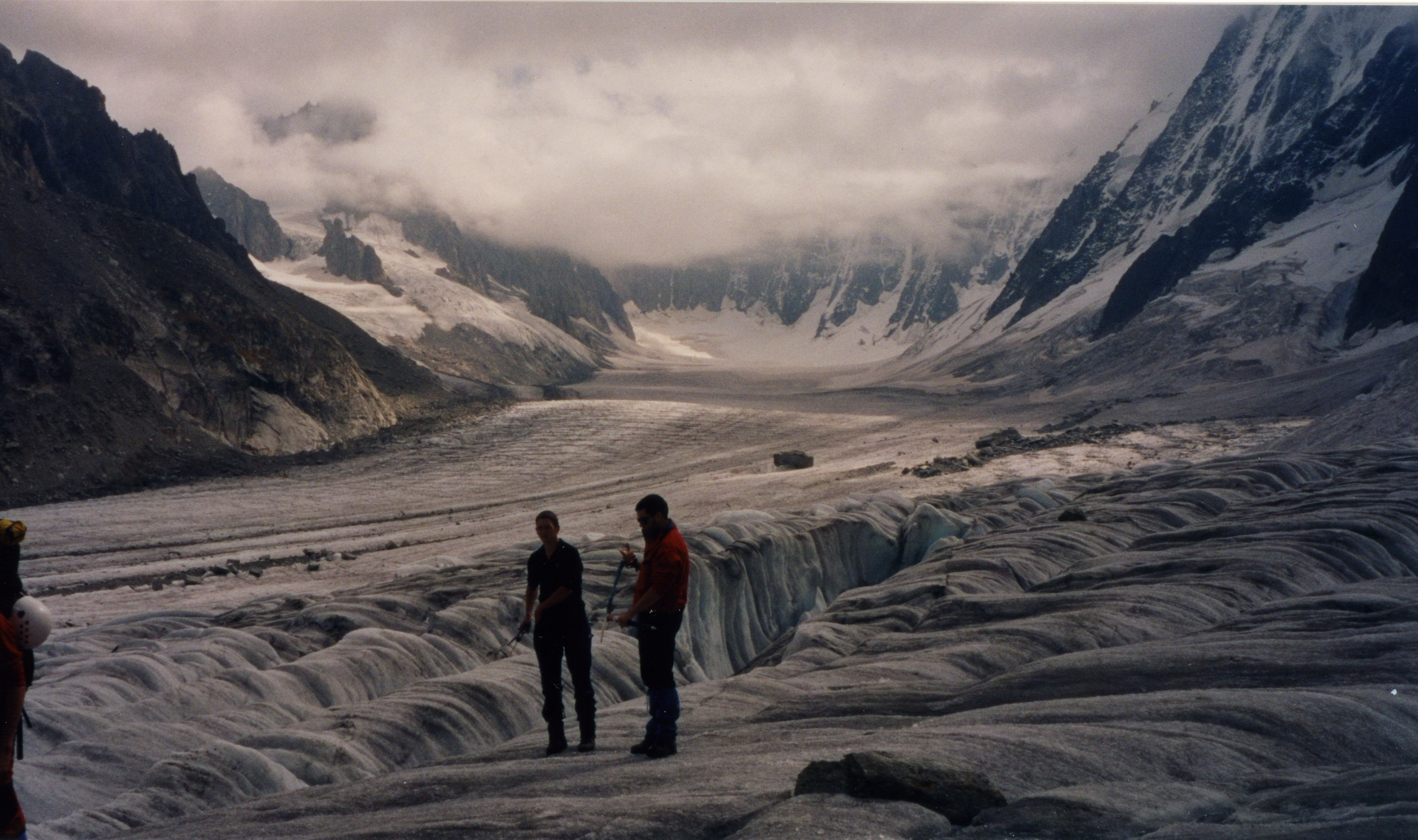
Ledovec Argentière
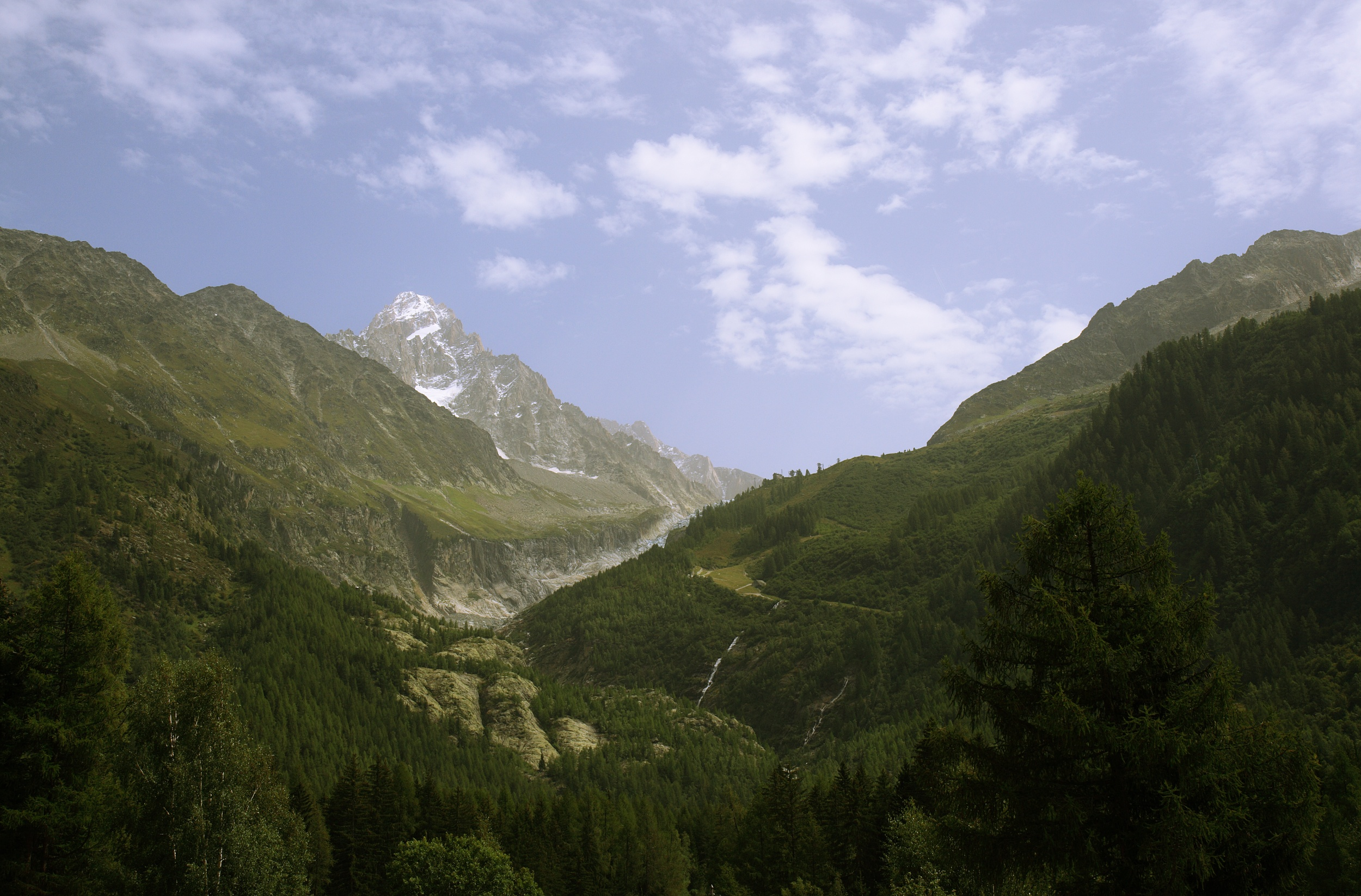
Z vlakového nádraží Argentière
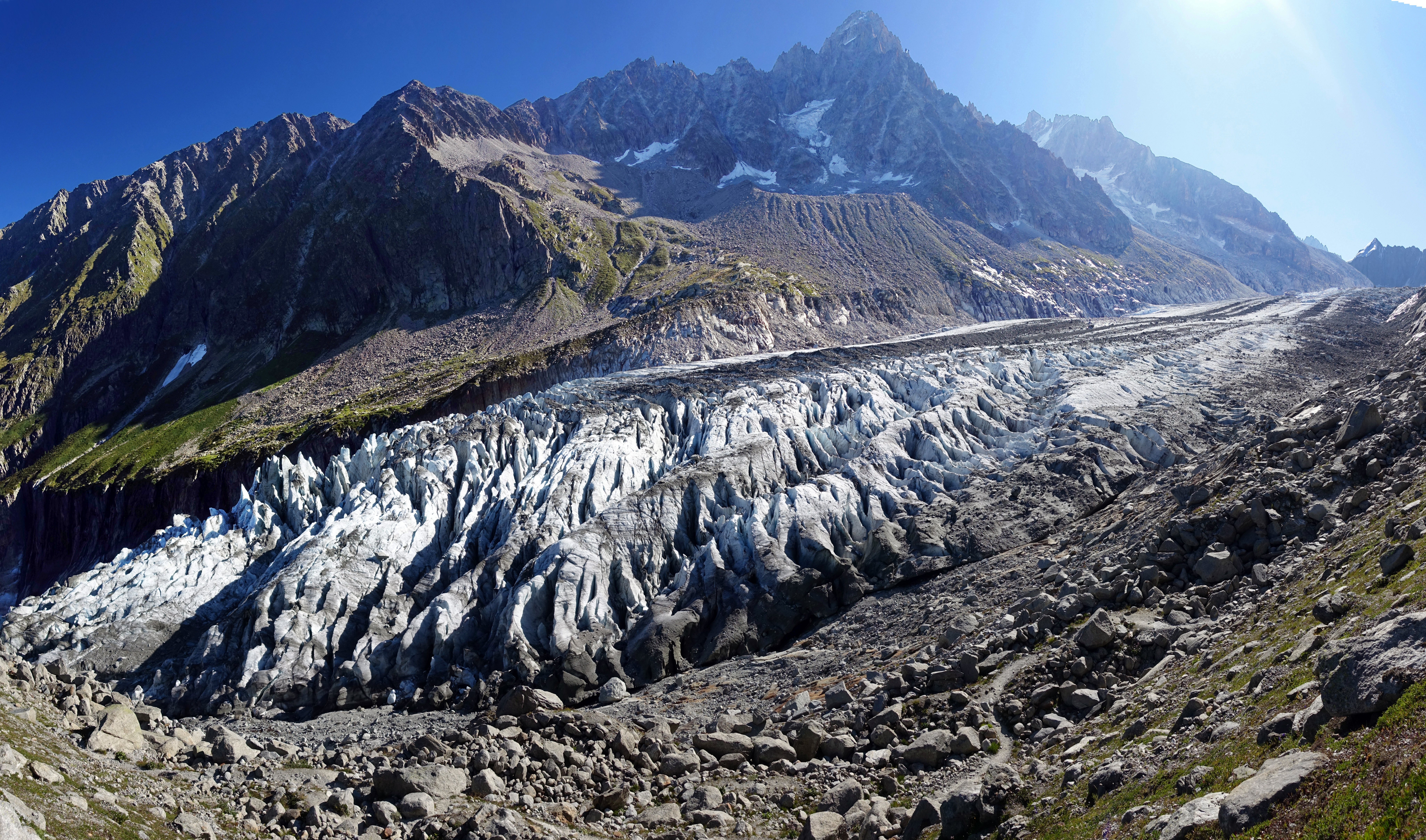
Ledovec z blízka